# 마나키 레이카
마나키 레이카(일본어: 愛希 れいか, 1991년 8월 21일 ~ )는 일본의 배우이다. 전 다카라즈카 가극단 소속 쓰키구미 톱여역이었다.
후쿠이현 사카이시 출신, 사카이중학교 출신이다., 신장은 167 cm, 혈액형은 A형이다. 애칭은 챠피(ちゃぴ)이다.
소속사는 아뮤즈이다.

## 약력
2007년, 다카라즈카 음악학교 입학.
2009년, 다카라즈카 가극단 95기생으로 입단. 입단시의 성적은 14등. 소라구미의 「장미에 내리는 비 / Amour 그것은･･･」 남역으로 초무대를 밟았다. 그 후, 츠키구미 배속
2010년, 「집시 남작」으로 후의 상대역이 되는 류 마사키의 연인역으로 발탁되어, 처음으로 여역 연기를 하였다.
2011년 5월 30일에 남역에서 여역으로 전향. 같은 해 8월, 「알제의 남자」 신인공연 첫 히로인을 맡게 되었다. 11월에는 「앨리스의 연인」 (바우홀ㆍ일본청년관) 공연으로 바우홀ㆍ동상공연 첫 히로인.
2012년, 키리야 히로무ㆍ아오노 유키 톱콤비 퇴단공연 「에드워드 8세」로 2번때 신인공연 히로인. 같은 해 4월 23일자로 츠키구미 톱여역 취임. 류 마사키의 상대역으로 「로미오와 줄리엣」으로 톱콤비 대극장 오히로메
2016년, 류 마사키의 퇴단으로, 아마미 유키에 이은 스피드 취임한 타마키 료를 두번째 상대역으로 맞이해, 이듬해 「그랜드호텔 / 카르셀 론도곡」으로 신 톱콤비 대극장 오히로메. 이 공연의 연출가 토미 튠에게는 "언어 장벽이 없으면 브로드웨이에도 세워도 된다"라는 높은 평가를 받았다.
2018년 「애성녀 (산토담르)」에서 여역으로써는 이례적으로 바우홀 공연 첫 주연을 맡는다. 톱여역 바우홀 공연 주연은 츠키카게 히토미 이후 17년 만의 일이다.  같은 해 11월 18일, 「엘리자베트」 도쿄 공연 천추락을 기해, 다카라즈카 가극단을 퇴단. 톱 재임 기간은 다해서 6년 7개월로, 하나후사 마리ㆍ하루카 쿠라라를 이어 역대 3번째 장기 재임 기록이다. 같은 해 12월부터 아뮤즈 소속이 되어 예능 활동을 재개.
2019년, 토호 뮤지컬 「엘리자베트」에 출연. 자신이 퇴단공연에서 연기한 타이틀 롤인 엘리자베트 역을 다시 연기했다.

## 인물
3살 때부터 클래식 발레를 배우기 시작해, 어렸을 때부터 노래하거나 춤추는 것을 좋아했다.
초등학교 3학년 때 자신의 지역에 소라구미 전국투어 공연 《엑스칼리버/시트러스의 바람》을 보고 다카라즈카 가극단의 팬이 되었다.
학창 시절에는 발레와 양립할 수 있는 방송부에 소속되어 있었다.
중학교 졸업 시기에 다카라즈카 음악학교의 시험에 응시해 한번만에 합격하였다.
다카라즈카 음악학교 1학년 때는 여역으로서 수업 받았지만, 키가 크기도 했고, 2학년 본과생이 되기 전에 남역으로 전향하였다. 그 후, 주위로부터 여역 전향을 권유받기도 하였으나, 입단 후에 류 마사키로부터 "절대로 여역이 어울려" 라는 말을 들은 것 등이 계기가 되어, 입단 3년차에 다시 여역으로 전향하였다.
애칭인 "챠피"는 본명 울림에서 유래했다.

## 재단 시절 주요 무대
| 기간 (월)                    | 소속 | 제목                                                   | 공연장                                 | 배역                                                                  | 비고                                  |
| ---------------------------- | ---- | ------------------------------------------------------ | -------------------------------------- | --------------------------------------------------------------------- | ------------------------------------- |
| 2009년 남역 시절             |      |                                                        |                                        |                                                                       |                                       |
| 4 ~ 5                        | 소라 | 장미에 내리는 비                                       | 다카라즈카 대극장                      |                                                                       | 초무대                                |
| 4 ~ 5                        | 소라 | Amour 그것은…                                          | 다카라즈카 대극장                      |                                                                       | 초무대                                |
| 2009년 츠키구미 남역 시기    |      |                                                        |                                        |                                                                       |                                       |
| 10 - 12                      | 츠키 | 라스트 플레이                                          | 다카라즈카 대극장 도쿄 다카라즈카 극장 |                                                                       |                                       |
| 10 - 12                      | 츠키 | Heat on Beat!                                          | 다카라즈카 대극장 도쿄 다카라즈카 극장 |                                                                       |                                       |
| 2010년                       |      |                                                        |                                        |                                                                       |                                       |
| 4 - 7                        | 츠키 | THE SCARLET PIMPERNEL                                  | 다카라즈카 대극장 도쿄 다카라즈카 극장 | 루이 샤를르 벤 (신인공연)                                             | 본역 : 아키즈키 사야                  |
| 9 - 11                       | 츠키 | 집시 남작 -Der Zigeuner Baron-                         | 다카라즈카 대극장 도쿄 다카라즈카 극장 | 비올카                                                                |                                       |
| 9 - 11                       | 츠키 | Rhapsodic Moon                                         | 다카라즈카 대극장 도쿄 다카라즈카 극장 |                                                                       |                                       |
| 2011년                       |      |                                                        |                                        |                                                                       |                                       |
| 1                            | 츠키 | Dancing Heroes!                                        | 바우홀                                 |                                                                       |                                       |
| 3 - 5                        | 츠키 | 장미 나라의 왕자                                       | 다카라즈카 대극장 도쿄 다카라즈카 극장 | 벌새 (신인공연)                                                       | 본역 : 타마키 료                      |
| 2011년 츠키구미 여역 시기    |      |                                                        |                                        |                                                                       |                                       |
| 7 - 10                       | 츠키 | 알제의 남자                                            | 다카라즈카 대극장 도쿄 다카라즈카 극장 | 프랑스와즈 사빈느 (신인공연)                                          | 본역 : 아오노 유키 신인공연 첫 히로인 |
| 7 - 10                       | 츠키 | Dance Romanesque                                       | 다카라즈카 대극장 도쿄 다카라즈카 극장 |                                                                       |                                       |
| 11 - 12                      | 츠키 | 앨리스의 연인                                          | 바우홀 일본청년관                      | 알리스                                                                | 바우ㆍ동상 첫 히로인                  |
| 2012년                       |      |                                                        |                                        |                                                                       |                                       |
| 2 - 4                        | 츠키 | 에드워드 8세                                           | 다카라즈카 대극장 도쿄 다카라즈카 극장 | 아델 아스테아 월리스 심슨 (신인공연)                                  | 본역 : 아오노 유키 신인공연 히로인연  |
| 2 - 4                        | 츠키 | Misty Station                                          | 다카라즈카 대극장 도쿄 다카라즈카 극장 |                                                                       |                                       |
| 2012년 츠키구미 톱 여역 취임 |      |                                                        |                                        |                                                                       |                                       |
| 6 - 9                        | 츠키 | 로미오와 줄리엣                                        | 다카라즈카 대극장 도쿄 다카라즈카 극장 | 줄리엣                                                                | 대극장 톱 오히로메 공연               |
| 10 - 11                      | 츠키 | 사랑하기엔 너무 짧아                                   | 전국투어                               | 바바라 오브라이언                                                     |                                       |
| 10 - 11                      | 츠키 | Heat on Beat!                                          | 전국투어                               |                                                                       |                                       |
| 2013년                       |      |                                                        |                                        |                                                                       |                                       |
| 1 - 3                        | 츠키 | 베르사이유의 장미 -오스칼과 안드레 편-                 | 다카라즈카 대극장 도쿄 다카라즈카 극장 | 로잘리 / 에트와르                                                     |                                       |
| 5                            | 츠키 | ME AND MY GIRL                                         | 우메다예술극장                         | 샐리 스미스                                                           |                                       |
| 7 - 10                       | 츠키 | 루팡 -ARSÈNE LUPIN-                                    | 다카라즈카 대극장 도쿄 다카라즈카 극장 | 칼라 드 레르느                                                        |                                       |
| 7 - 10                       | 츠키 | Fantastic Energy!                                      | 다카라즈카 대극장 도쿄 다카라즈카 극장 |                                                                       |                                       |
| 11 - 12                      | 츠키 | 진 -仁-                                                | 전국투어                               | 타치바나 사키 / 結命                                                  |                                       |
| 11 - 12                      | 츠키 | Fantastic Energy!                                      | 전국투어                               |                                                                       |                                       |
| 2014년                       |      |                                                        |                                        |                                                                       |                                       |
| 1                            | 츠키 | 바람과 함께 사라지다                                   | 우메다예술극장                         | 멜라니 해밀튼                                                         | 첫 에트와르                           |
| 3 - 6                        | 츠키 | 다카라즈카오도리                                       | 다카라즈카 대극장 도쿄 다카라즈카 극장 |                                                                       |                                       |
| 3 - 6                        | 츠키 | 내일로의 지침 -센츄리호의 항해일지-                    | 다카라즈카 대극장 도쿄 다카라즈카 극장 | 레일라                                                                |                                       |
| 3 - 6                        | 츠키 | TAKARAZUKA 화시집100!!                                 | 다카라즈카 대극장 도쿄 다카라즈카 극장 | 꽃 에트와르 / 마가렛 / 난의 여왕 / 톱스타 여/ 레이디 / 은색 꽃의 여자 |                                       |
| 7 - 8                        | 츠키 | 다카라즈카오도리                                       | 하카타좌                               |                                                                       |                                       |
| 7 - 8                        | 츠키 | 내일로의 지침 -센츄리호의 항해일지-                    | 하카타좌                               | 레일라                                                                |                                       |
| 7 - 8                        | 츠키 | TAKARAZUKA 화시집100!!                                 | 하카타좌                               |                                                                       |                                       |
| 9 - 12                       | 츠키 | PUCK                                                   | 다카라즈카 대극장 도쿄 다카라즈카 극장 | 하미아                                                                |                                       |
| 9 - 12                       | 츠키 | CRYSTAL TAKARAZUKA -이미지의 결정-                     | 다카라즈카 대극장 도쿄 다카라즈카 극장 |                                                                       |                                       |
| 2015년                       |      |                                                        |                                        |                                                                       |                                       |
| 2 - 3                        | 츠키 | 바람과 함께 사라지다                                   | 중일극장                               | 멜라니 해밀튼                                                         | 에트와르                              |
| 4 - 7                        | 츠키 | 1789 -바스티유의 연인들-                               | 다카라즈카 대극장 도쿄 다카라즈카 극장 | 마리 앙투아네트병사 (신인공연)                                        |                                       |
| 11 - 2016년 2월              | 츠키 | 마논 -MANON-                                           | 다카라즈카 대극장 도쿄 다카라즈카 극장 | 마논                                                                  |                                       |
| 11 - 2016년 2월              | 츠키 | GOLDEN JAZZ                                            | 다카라즈카 대극장 도쿄 다카라즈카 극장 |                                                                       |                                       |
| 2016년                       |      |                                                        |                                        |                                                                       |                                       |
| 3 - 4                        | 츠키 | 격정                                                   | 전국투어                               | 카르멘                                                                |                                       |
| 3 - 4                        | 츠키 | Apasionado!! III                                       | 전국투어                               |                                                                       |                                       |
| 6 - 9                        | 츠키 | NOBUNAGA -하천의 꿈-                                   | 다카라즈카 대극장 도쿄 다카라즈카 극장 | 키쵸                                                                  |                                       |
| 6 - 9                        | 츠키 | Forever LOVE!!                                         | 다카라즈카 대극장 도쿄 다카라즈카 극장 |                                                                       |                                       |
| 10 - 11                      | 츠키 | 아서왕 전철                                            | 분쿄시빅홀 드라마시티                  | 귀네비어                                                              |                                       |
| 2017년                       |      |                                                        |                                        |                                                                       |                                       |
| 1 - 3                        | 츠키 | 그랜드호텔                                             | 다카라즈카 대극장 도쿄 다카라즈카 극장 | 엘리자베타 글루신스카야                                               |                                       |
| 1 - 3                        | 츠키 | 카르셀 론도곡                                          | 다카라즈카 대극장 도쿄 다카라즈카 극장 |                                                                       |                                       |
| 5                            | 츠키 | 나가사키 시구레자카                                    | 하카타좌                               | 오시마 / 예인                                                         |                                       |
| 5                            | 츠키 | 카르셀 론도곡                                          | 하카타좌                               |                                                                       |                                       |
| 7 - 10                       | 츠키 | All for One                                            | 다카라즈카 대극장 도쿄 다카라즈카 극장 | 루이 14세                                                             |                                       |
| 11 - 12                      | 츠키 | 봉황전                                                 | 전국투어                               | 투란도트                                                              |                                       |
| 11 - 12                      | 츠키 | CRYSTAL TAKARAZUKA - 이미지의 결정-                    | 전국투어                               |                                                                       |                                       |
| 2018년                       |      |                                                        |                                        |                                                                       |                                       |
| 2 - 5                        | 츠키 | 컴퍼니 -노력(레슨), 열정(패션), 그리고 친구들(컴퍼니)- | 다카라즈카 대극장 도쿄 다카라즈카 극장 | 타카타시 미나                                                         |                                       |
| 2 - 5                        | 츠키 | BADDY -악당은 달에서 온다-                             | 다카라즈카 대극장 도쿄 다카라즈카 극장 |                                                                       |                                       |
| 7                            | 츠키 | 애성녀 (산트담르) -Sainte♡d’Amour-                     | 바우홀                                 | 잔 다르크                                                             | 바우홀 첫 주연                        |
| 8 - 11                       | 츠키 | 엘리자벳 -사랑과 죽음의 론도-                          | 다카라즈카 대극장 도쿄 다카라즈카 극장 | 엘리자베트                                                            | 퇴단공연                              |

### 출연 이벤트
- 2011년 12월, 다카라즈카 스페셜 2011 『내일로 거는 꿈』
- 2012년 3월, 아오노 유키 뮤직살롱 『VERY BEST OF ME』
- 2012년 12월, 다카라즈카 스페셜 2012 『더 스타즈! ~프리미리 센테니얼~』
- 2013년 10월, 제 52회 『다카라즈카 무용회』
- 2014년 4월, 다카라즈카 가극 100주년 꿈의 제전 『시간을 연주하는 제비꽃들』
- 2014년 12월, 다카라즈카 스페셜 2014 『Thank you for 100 years』
- 2015년 9월, 마나키 레이카 뮤직 퍼포먼스 『Wonder of Love』
- 2015년 12월, 다카라즈카 스페셜 2015 『New Century，Next Dream』
- 2016년 12월, 다카라즈카 스페셜 2016 『Music Succession to Next』
- 2017년 10월, 제 54회 『다카라즈카 무용회』
- 2017년 12월, 다카라즈카 스페셜 2017 『쥬뗌므・레뷰 -몽・파리 탄생 90주년-』

## 퇴단 후 주요 활동

### 무대
| 기간 (월)       | 제목                                            | 공연장                                        | 배역            | 비고                          |
| --------------- | ----------------------------------------------- | --------------------------------------------- | --------------- | ----------------------------- |
| 2019년          |                                                 |                                               |                 |                               |
| 6 - 8           | 엘리자베트                                      | 제국극장                                      | 엘리자벳        | 하나후사 마리와 더블 캐스트   |
| 11 - 12         | 팬텀                                            | TBS아카사카ACT시어터 우메다예술극장           | 크리스틴 다에   | 키노시타 하루카와 더블 캐스트 |
| 2020년          |                                                 |                                               |                 |                               |
| 9 - 10          | 플래시댄스                                      | 일본청년관 일본특수도업시민회관 드라마시티    | 알렉스 오웬즈   |                               |
| 2021년          |                                                 |                                               |                 |                               |
| 1               | The Illusionist - 일루전니스트-                 | 일생극장                                      | 소피            |                               |
| 4               | 엘리자베트 TAKARAZUKA 25주년 스페셜 갈라 콘서트 | 우메다예술극장 토큐시어터오브                 | 엘리자벳        |                               |
| 6 - 7           | 마타하리                                        | 도쿄건물 Brillia HALL 아이리스 우메다예술극장 | 마타하리        | 유즈키 레온과 더블 캐스트     |
| 12              | 진흙 인어                                       | 시어터코쿤                                    | 츠키카게 사요코 |                               |
| 2022년          |                                                 |                                               |                 |                               |
| 10 - 2023년 1월 | 엘리자베트                                      | 제국극장 미소노좌 우메다예술극장 하카타좌     | 엘리자벳        | 하나후사 마리와 더블 캐스트   |

### 드라마
- 2021년 11월, NHK 대하 드라마 『창천을 찔러라』 - 이노우에 타케코
- 2022년 1월, 후지테레비 『잠수함 카펠리니호의 모험』 - 스즈키 카나에

## TV 출연
- 2012년 9월, TBS 『올스타 감사제 가을』
- 2017년 3월, 후지테레비 『2017 FNS노래 봄 축제』

## 광고
- 2016년, 『오릭스 그룹』

## 수상 이력
- 2012년, 『다카라즈카 가극단 연도상』 - 2011년도 신인상
- 2013년, 『한큐스미레회 팬지상』 - 여역상
- 2014년, 『다카라즈카 가극단 연도상』 - 2013년도 우수상
- 2018년, 『다카라즈카 가극단 연도상』 - 2017년도 우수상